# Homura nocturnalis
Homura nocturnalis är en fjärilsart som beskrevs av Lederer 1863. Homura nocturnalis ingår i släktet Homura och familjen mott. Inga underarter finns listade i Catalogue of Life.